# فهرست جزیره‌های یونان

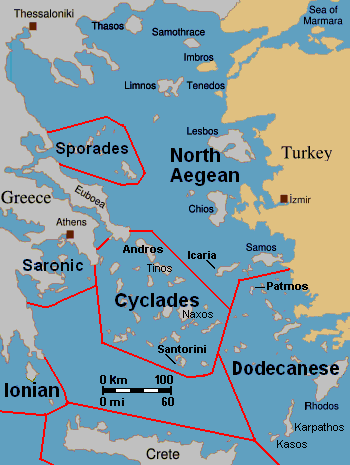
بیشتر جزیره‌ها در این عکس در دریای اژه واقع شده‌اند.

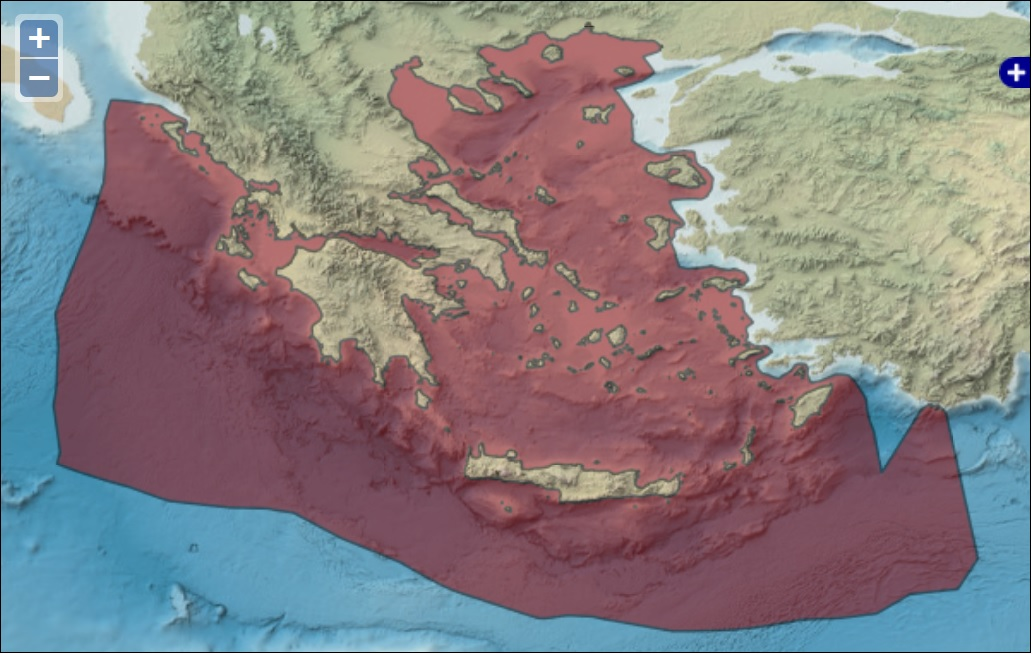
منطقه انحصاری اقتصادی یونان

یونان تعداد جزیره‌های فراوانی دارد که شمار آن‌ها حتی تا ۶٬۰۰۰ جزیره نیز می‌رسد و در منطقه انحصاری اقتصادی یونان قرار دارند. بسیاری از این جزیره‌ها، خالی از سکنه هستند یا تنها جنبهٔ تفریحی دارند. بزرگ‌ترین جزیره در این کشور، جزیرهٔ کرت است که خود به تنهایی یکی از استان‌های این کشور را تشکیل می‌دهد. مرکز این استان، هراکلیون است. بسیاری از جزیره‌های این کشور که خالی از سکنه هستند توسط افراد مشهور و ثروتمند خریداری می‌شوند. منابع مطالعاتی، تعداد جزایر مسکونی یونان را تعدادی بین ۱۶۶ تا ۲۲۷ جزیره، ذکر کرده‌اند.

## جزیره‌های یونان بر حسب اندازه
|    | جزیره    | بر حسب مایل | برحسب کیلومتر مربع |
| -- | -------- | ----------- | ------------------ |
| ۱  | کرت      | ۳٬۲۱۹       | ۸٬۳۳۶              |
| ۲  | یووبه    | ۱٬۴۱۷       | ۳٬۶۷۰              |
| ۳  | لسبوس    | ۶۳۰         | ۱٬۶۳۳              |
| ۴  | رودس     | ۵۴۱         | ۱٬۴۰۱              |
| ۵  | خیوس     | ۳۲۵         | ۸۴۲٫۳              |
| ۶  | کفالونیا | ۳۰۲         | ۷۸۱                |
| ۷  | کورفو    | ۲۲۹         | ۵۹۲٫۹              |
| ۸  | لیمنوس   | ۱۸۴         | ۴۷۷٫۶              |
| ۹  | ساموس    | ۱۸۴         | ۴۷۷٫۴              |
| ۱۰ | ناکسوس   | ۱۶۶         | ۴۲۹٫۸              |
| ۱۱ | زاکینتوس | ۱۵۷         | ۴۰۶                |
| ۱۲ | تاسوس    | ۱۴۷         | ۳۸۰٫۱              |
| ۱۳ | آندروس   | ۱۴۷         | ۳۸۰٫۰              |
| ۱۴ | لفکادا   | ۱۱۷         | ۳۰۳                |
| ۱۵ | کارپاتوس | ۱۱۶         | ۳۰۰                |
| ۱۶ | کس       | ۱۱۲         | ۲۹۰٫۳              |
| ۱۷ | کیثیرا   | ۱۰۸         | ۲۷۹٫۶              |
| ۱۸ | ایکاریا  | ۹۹          | ۲۵۵                |
| ۱۹ | اسکیروس  | ۸۱          | ۲۰۹                |
| ۲۰ | پاروس    | ۷۵          | ۱۹۵                |
| ۲۱ | تینوس    | ۷۵          | ۱۹۴                |

## جزیره‌های خلیج سارونیک

### جزیره‌های مسکونی
- ایجاینا
- آنگیستری
- جزیره دوکو
- هیدرا
- پوروس
- سالامیس
- اسپتسز

## جزیره‌های اسپورادس
- آلونیسوس
- اسکیاتوس
- اسکوپلوس
- اسکیروس

## جزیره‌های ایونی

### هفت جزیره اصلی
- کفالونیا
- ایتاکا
- کورفو
- کیثیرا
- لفکادا
- پاکسی
- زاکینتوس

## جزیره‌های دودکانس
شامل ۱۶۴ جزیره بوده که ۲۶ مورد از آن‌ها مسکونی است.
- آلیمیا
- آرکووی
- آرماتیا
- آستیپالایا
- فارماکونیسی
- گووالی
- هالکی
- کلیمنوس
- کارپاتوس
- کاستلوریزو
- کیناروس
- لیپسی
- له‌روس
- لویتا
- نیموس
- نیسیروس
- پاتموس
- پسمیروس
- رو
- رودس
- جزیره ساریا
- استرونگیلی
- سیمی
- سیرنا
- تلندوس
- تیلوس
- زافوراس

## جزیره‌های دریای اژه
- آجیوس افستراتیوس
- خیوس
- آنتیپسارا
- اوینوسیس
- پسارا
- فورنوی کورسئون
- تیماینا
- ایکاریا
- لسبوس
- سامیوپولا
- رودس

### دریای تراکیه
- ساموثراکی
- تاسوس

## جزیره‌های سیکلاد
سیکلادها به صورت تقریبی نزدیک به ۲۲۰ جزیره هستند.
- آمورگوس
- آنافی
- آندروس
- آنتیپاروس
- دلوس
- دنوسا
- فوله‌گاندروس
- گیاروس
- ایوس
- ایراکلیا
- کیا
- کروس
- کیمولوس
- کوفونیسیا
- کیتنوس
- ماکرونیسوس
- میلوس
- میکونوس
- ناکسوس
- پاروس
- پولیاگوس
- ساندورینی
- شینوسا
- سریفوس
- سیفنوس
- سیکینوس
- سایروس
- تیراسیا
- تینوس

## جزیره‌های دریای کرت

### در دریای اژه

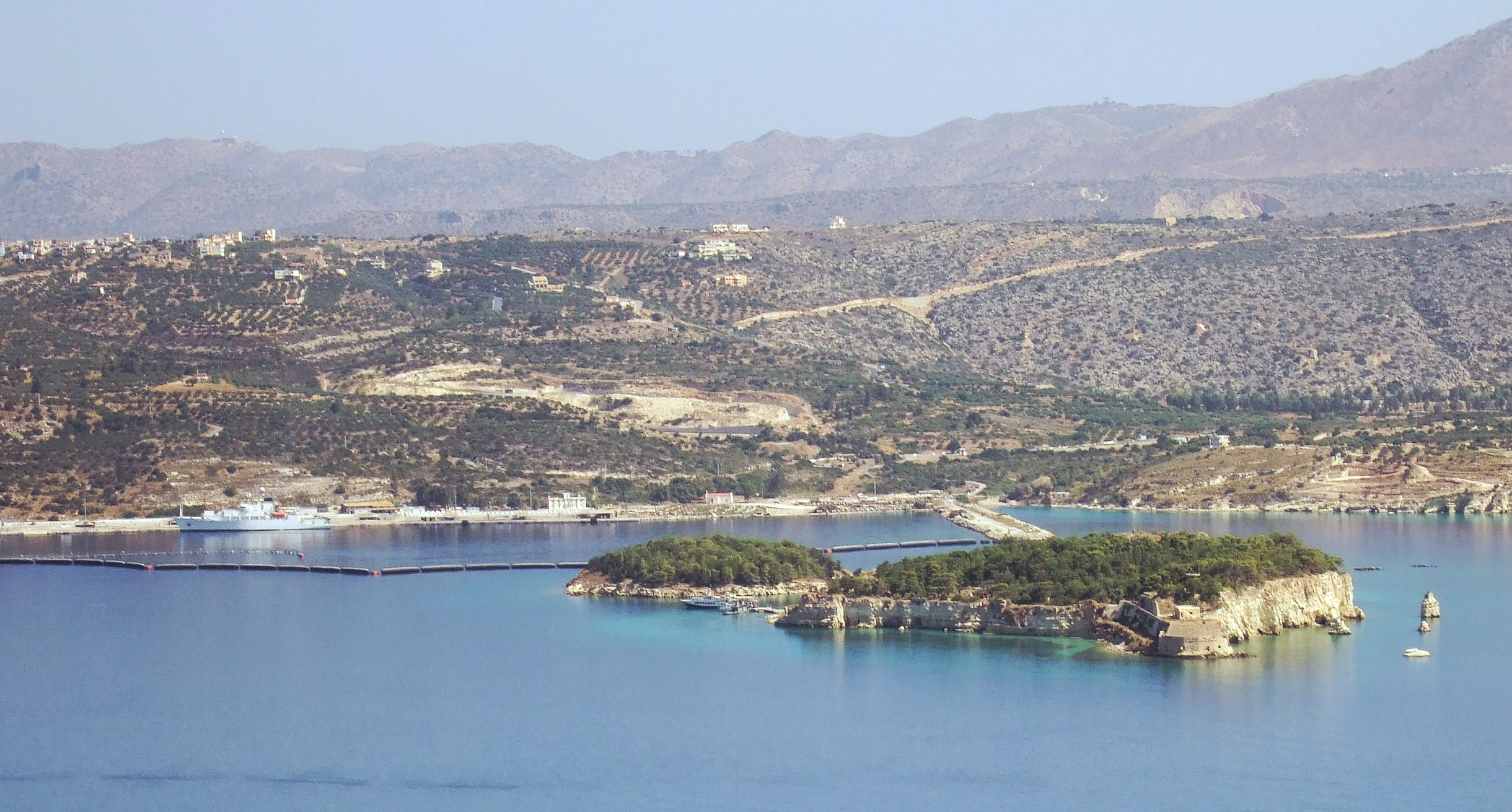
جزایر سودا و لئون

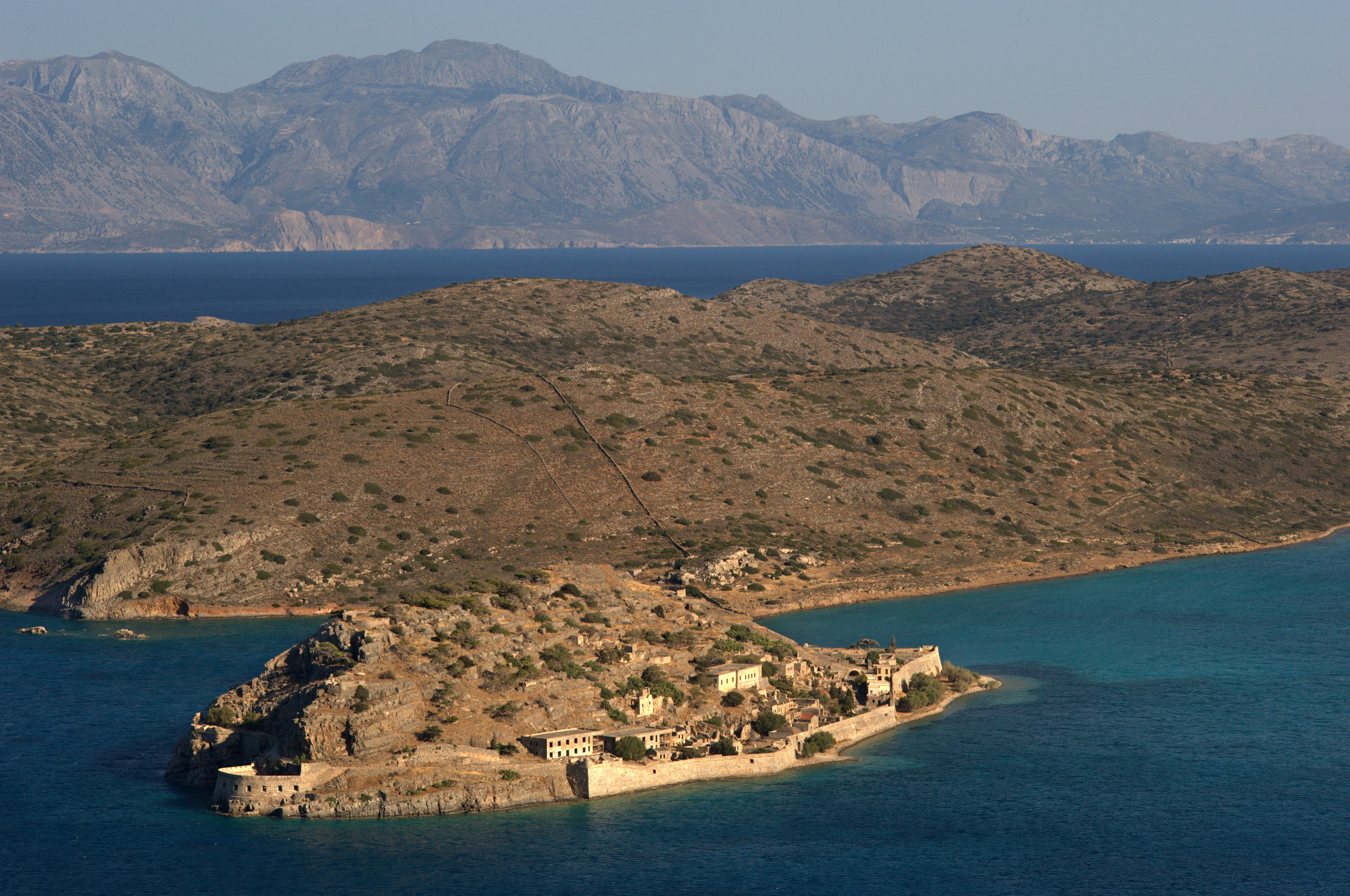
اسپینالونگا (کالیدون)

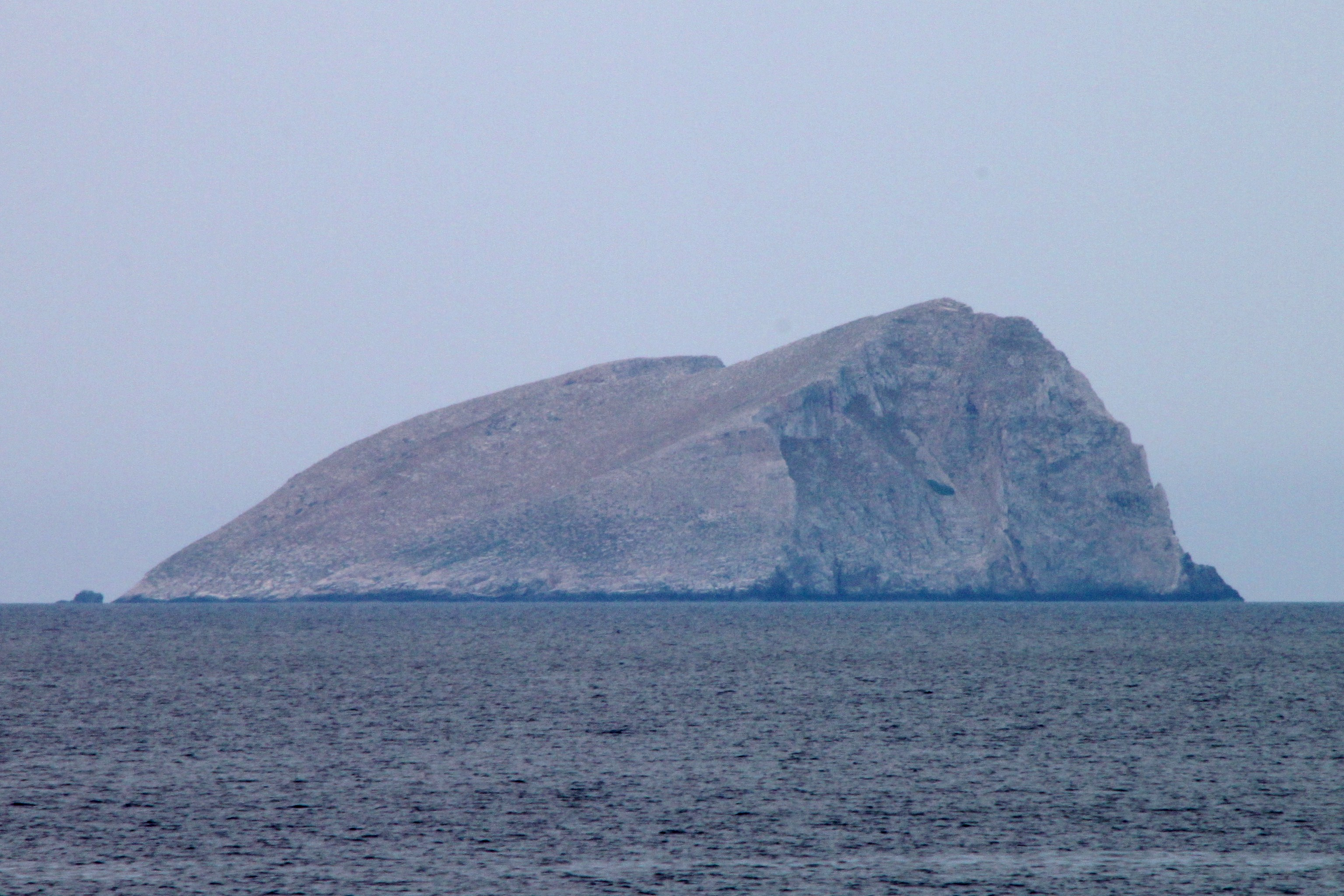
پونتیکونیسی (جزیرهٔ موش)

- آفنتیس کریستوس
- آییا واروارا
- آیووی آپوستولوی
- آیویی پاندس
- آیویی تئودوروس
- آیویی نیکولائوس
- آناواتیس
- آنتیمیلوس
- آرانائوتی
- آسپروس ولاکاس
- آووگو
- کرت
- داسکالیا
- دیا
- دیاپوری
- دیونیسادس
- دراگوندا
- الاسا
- کاترگو
- کفالی
- لازارتا
- موخلوس
- پاخیمادا
- پونتی کاکی
- پسیرا
- سیدروس

### در دریای لیبی

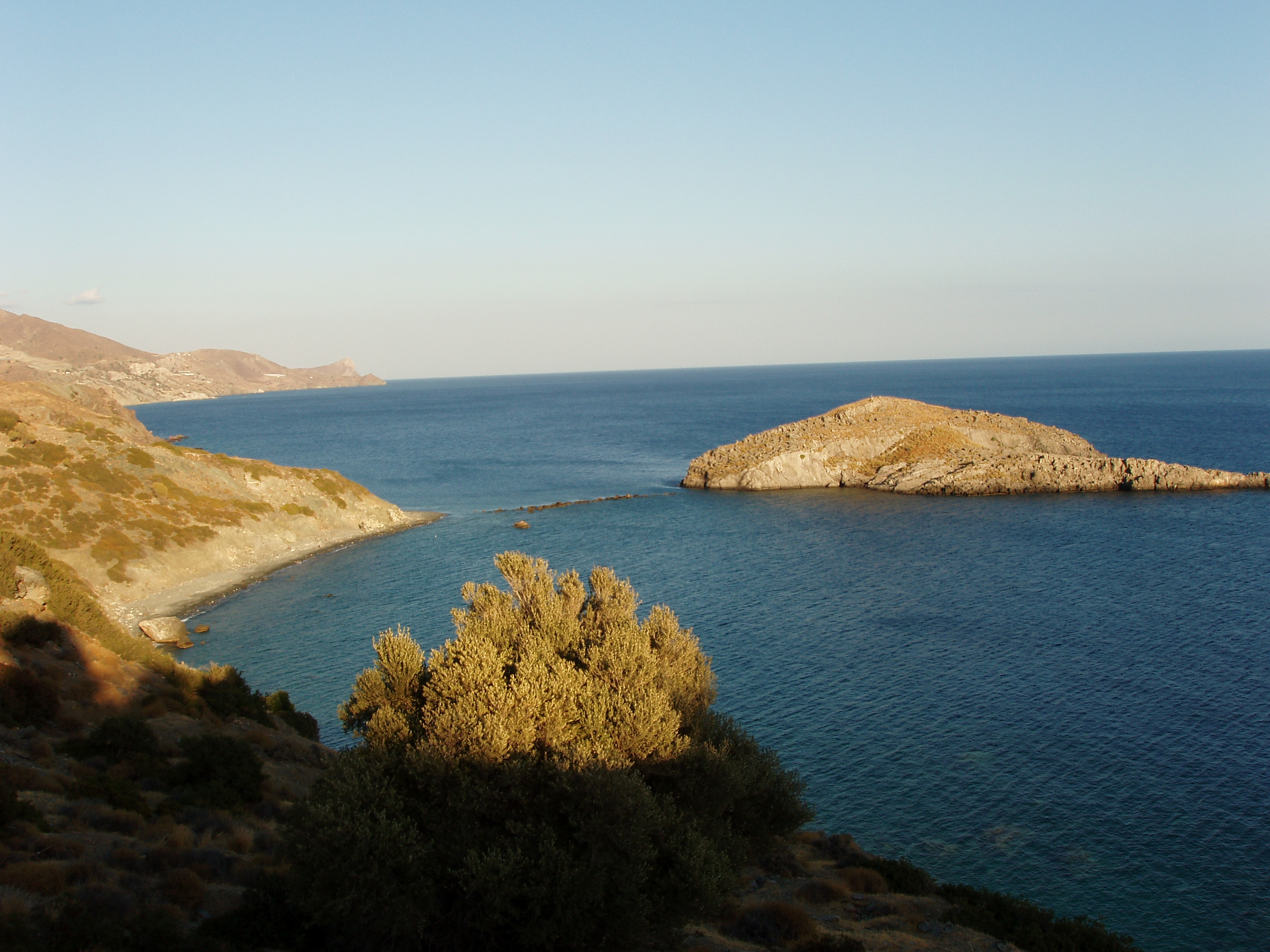
جزیره ترافوس در دریای لیبی

- آگیا ایرینی
- آگریومندرا
- عمودی توس ولاکوس
- آرتمیس
- کریسی
- الافونسیس
- فوتیا
- گایدورونیسی
- گاودوپولا
- گاودوس
- کوفونسی (لفکی)
- لوترو
- ماکرولو
- مارمارو
- مگالونیسی
- میکرونیسی
- پاپادوپلاکا
- پکسیمادیا
- پراسونیسی، گاودو
- پراسونسی، ریتیمنو
- پساروچاراکو
- سایلوس
- شیستونیسی
- استرونگیلی
- تتیس
- تراشیلوس
- ترافوس
- تریس ولاکوس

## جزایر نزدیک یوبویا
- یوبویا
- آتالانتی
- هرسونسی
- کاوالیانی
- لیچادس
- لیثاری
- ماندیلو
- مانولیا
- مگالوس پتالیوس
- پتالیو
- استورونیسی

## جزایر نزدیک آتن
- اسپتسز
- هایدرا
- سیروس
- پوروس
- کیا
- ایجاینا
- آگیستری
- سریفوس

## برای مطالعهٔ بیشتر
- فهرست جزیره‌های دنیا
- منطقه انحصاری اقتصادی یونان